# إنترلوكين

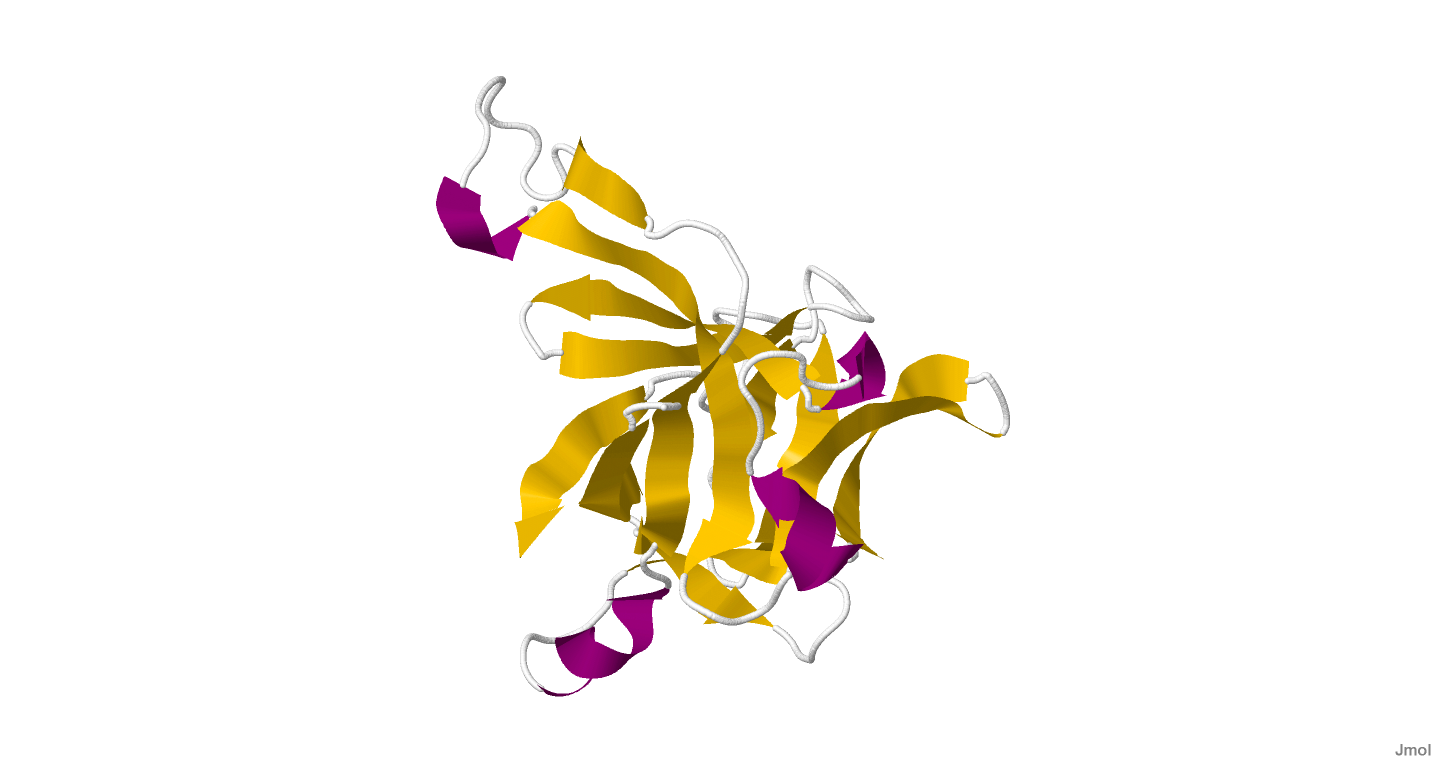

إنترلوكن Interleukin هي مجموعة من السايتوكينات (پروتينات/جزيئات إشارة مـُـفرَزة) شوهدت لأول مرة في خلايا الدم البيضاء. يحفز جهاز المناعة في الجسم ليقاوم الاحتقان والمرض. وتتشكل الإنترلوكينات في مجموعة واسعة من خلايا الجسم، منها خلايا الدم البيضاء التي تُسَمَّى أيضًا الكُريَّات البيضاء. وهذه الخلايا تطرد أو تدمر البكتيريا والمواد الأخرى الضارة التي تدخل الجسم.
تُوجد أنواع مختلفة من الإنترلوكينات في الأنماط المختلفة لخلايا الدم البيضاء. وهنالك ثلاثة أنواع من الإنترلوكينات قد أُشبعت درسًا، هي: إنترلوكين 1، وإنترلوكين 2، و إنترلوكين 3. وتعمل هذه الإنترلوكينات معًا وتُحدث سلسلة من ردود الأفعال التي من شأنها أن تسلِّح خلايا الدم البيضاء في الجسم ضد المرض. فمثلاً، إذا أُصِبْت بجرح، ودخلت البكتيريا الجرح تقوم خلايا الدَّم البيضاء بالكشف عن وجود البكتيريا في موقع الجرح. وبعدها تتولى هذه الخلايا إطلاق إنترلوكين 1، وهو بدوره يعطي الإشارة لخلايا دم بيضاء أُخرى، ُتدْعى الخلايا التائية (T Cells) لتساعد في تدمير البكتيريا. وبدورها تقوم الخلايا التائية بإطلاق إنترلوكين ـ2 والكيميائيات المشابهة، التي تحفز مختلف الخلايا في نظام المناعة لتشن الهجوم. انظر: المناعة.
وهناك دلائل مبشرة على جدوى معالجة الإنترلوكينات للسرطان وأمراض أُخرى كثيرة. ويمكن إنتاج كل من إنترلوكين 1، 2 في المختبر.

## الاسم
تم اختيار اسم «إنترلوكين» في عام 1979، ليحل محل الأسماء المختلفة المتنوعة المُستخدَمة من قِبَل مجموعات بحثية مختلفة لتعيين إنترلوكين 1 (عامل تنشيط الخلايا الليمفاوية، وبروتين ميتوجينيك، وعامل استبدال الخلايا التائية الثالث، وعامل تنشيط الخلايا البائية، وعامل تمايز الخلايا البائية، وهيديكين (Heidikine)) وإنترلوكين 2 (TSF، إلخ). اتُّخِذ هذا القرار خلال ورشة العمل الدولية الثانية ليمفوكين (Lymphokine) في سويسرا (27-31 مايو 1979 في إرماتينغن). 

## العائلات المشتركة للإنترلوكينات

### إنترلوكين 1
إنترلوكين 1 ألفا وإنترلوكين 1 بيتا هي السيتوكينات التي تشارك في تنظيم الاستجابات المناعية والتفاعلات الالتهابية وتكوين الدم. استُنسِخ نوعين من مستقبلات إنترلوكين 1، ولكل منهما ثلاثة مجالات شبيهة بالجسم المضاد خارج الخلية، وتشابه تسلسل محدود (28٪) وخصائص دوائية مختلفة من الفئران وخطوط الخلايا البشرية، وقد أطلق عليها مستقبلات النوع الأول والنوع الثاني. 

### إنترلوكين 2
تنظم الخلايا اللمفاوية التائية نمو وتمايز الخلايا التائية وبعض الخلايا البائية من خلال إطلاق عوامل بروتينية مُفرزة. هذه العوامل، التي تشمل الإنترلوكين 2، تُفرَز بواسطة الخلايا التائية المحفزة بالليكتين أو مولد الضد، ولها تأثيرات فسيولوجية مختلفة. الإنترلوكين 2 هو ليمفوكين يحث على تكاثر الخلايا التائية المستجيبة. بالإضافة إلى ذلك، فهو يعمل على بعض الخلايا البائية، من خلال الارتباط النوعي للمُستقبِل، كعامل نمو ومنبه لإنتاج الأجسام المضادة. يُفرز البروتين على هيئة عديد ببتيد مفرد غليكوزيلاتي، ويكون انشقاق تسلسل الإشارة مطلوبًا لنشاطه. يشير تحليل الرنين المغناطيسي النووي إلى أن هيكل الإنترلوكين 2 يشتمل على حزمة من 4 حلزونات، يحيط به حلزونان أقصر، وعدة حلقات سيئة التحديد. تعتبر المخلفات في الحلزون (أ) وفي منطقة الحلقة بين الحلزون (أ) و (ب) مهمة لربط المستقبِلات. أشار تحليل البنية الثانوية إلى التشابه مع الإنترلوكين 4، وعامل تحفيز مستعمرة الخلايا الضامة المحببة، والذي يُرمَز له بـ (GMCSF) في الإنجليزية. 

### إنترلوكين 3
إنترلوكين 3 هو سيتوكين يُنظِّم تكوّن الدم من خلال التحكم في إنتاج وتمايز ووظيفة الخلايا المحببة والضامة. يُنتَج البروتين، الموجود في الجسم الحي كأُحادي القسيمة، في الخلايا التائية النشطة والخلايا البدينة، ويُنَشَّط عن طريق انقسام تسلسل إشارة طرف N.
يتم إنتاج الإنترلوكين عن طريق الخلايا اللمفاوية التائية والأورام اللمفاوية للخلايا التائية فقط بعد التحفيز باستخدام مولد الضد أو الميثوجينات أو المنشطات الكيميائية مثل استرات فوربول (Phorbol Esters). ومع ذلك، يُعبَّر عن الإنترلوكين 3 بشكل أساسي في خط خلايا ابيضاض الدم النقوي الوراثي (WEHI-3B). يُعتقد أن التغيير الجيني لخط الخلية إلى الإنتاج التأسيسي للإنترلوكين 3 هو الحدث الرئيسي في تطور سرطان الدم هذا. 

### إنترلوكين 4
الإنترلوكين 4 هو سيتوكين يحُثُّ على تمايز الخلايا التائية غير البالغة المُساعِدة إلى خلايا تائية مُساعِدة. عند التنشيط بواسطة الإنترلوكين 4، تنتج الخلايا التائية المُساعِدة لاحقًا إنترلوكين 4 إضافيًا في حلقة ردود فعل إيجابية. يُنتَج الإنترلوكين 4 بشكل أساسي عن طريق الخلايا البدينة والخلايا التائية المُساعِدة والخلايا الحمضية والخلايا القاعدية. 

### إنترلوكين 5
الإنترلوكين 5، المعروف أيضًا باسم عامل تمايز الخلايا الحمضية، هو سيتوكين لفرز الخلايا الحمضية. يُنظِّم الإنترلوكين 5 نمو الخلايا الحمضية وتنشيطها، وبالتالي يلعب دورًا مهمًا في الأمراض المرتبطة بزيادة مستويات الخلايا الحمضية، بما في ذلك الربو. الإنترلوكين 5 له طية إجمالية مماثلة للسيتوكينات الأخرى (على سبيل المثال، إنترلوكين 2، وإنترلوكين 4، وعامل تحفيز مستعمرة الخلايا الضامة المحببة)، ولكن في حين أنّ هذه موجودة كتراكيب أحادية، فإن الإنترلوكين 5 عبارة عن بروتين هوموديمير (Homodimer). تحتوي الطية على حزمة حلزونية ألفا 4 المضادة للتوازي مع التفاف اليد اليسرى (left Handed twist)، وهي متصلة بصفيحة بيتا ثنائية الشريطة مضادّة التوازي. تُثبَّت المونومرات معًا بواسطة اثنين من روابط ثنائي الكبريتيد. 

### إنترلوكين 6
إنترلوكين 6 هو إنترلوكين يعمل كسيتوكين مؤيِّد للالتهابات وميوكين (Myokine) مضاد للالتهابات. 

### إنترلوكين 7
انترلوكين 7 هو بروتين وعامل نمو مكوّن للدم تفرزه الخلايا السدوية في نخاع العظام والغدة الصعترية، يُنتَج أيضًا بواسطة الخلايا الكيراتينية والخلايا المتغصنة والخلايا الكبدية والخلايا العصبية، وأيضًا الخلايا الظهارية، ولكن لا يُنتَج بواسطة الخلايا الليمفاوية الطبيعية. تُظهِر دراسة أيضًا كيف يمكن أن يكون إنتاج الأوتوكرين للإنترلوكين 7 بوساطة سرطان الدم الليمفاوي الحاد للخلايا التائية (T-ALL) متورطًا في التطور السرطاني لهذا السرطان وتقديم رؤى جديدة حول انتشاره. 

### إنترلوكين 8
الإنترلوكين 8 عبارة عن كيموكين تنتجها الخلايا البلعمية الكبيرة وأنواع الخلايا الأخرى مثل النسيج الطلائي وخلايا العضلات الملساء في مجرى الهواء والخلايا البطانية. تخزن الخلايا البطانية الإنترلوكين 8 في حويصلات التخزين الخاصة بها (Weibel–Palade body). يُنتَج الإنترلوكين 8 مبدئيًا كببتيد سلائف لـ 99 من الأحماض الأمينية التي تخضع بعد ذلك للانقسام لتكوين العديد من الأشكال الإسوية (Isoforms) النشطة من الإنترلوكين 8. 

### إنترلوكين 9
الإنترلوكين 9 سيتوكين يدعم النمو المستقل للإنترلوكين 2 والإنترلوكين 4 للخلايا التائية المُساعِدة. أشارت الدراسات المبكرة إلى أن إنترلوكين 9 وإنترلوكين 7 يبدو أنهما مرتبطان بالتطور وأن مدخلات قاعدة بيانات عوائل البروتينات (بفام) وإنتربرو وبروسايت موجودة لعائلة إنترلوكين 7 وإنترلوكين 9. ومع ذلك، فقد أظهرت دراسة حديثة أن الإنترلوكين 9 هو، في الواقع، أقرب بكثير إلى كل من الإنترلوكين 2 والإنترلوكين 15، من الإنترلوكين 7. علاوةً على ذلك، أظهرت الدراسة اختلافات هيكلية لا يمكن التوفيق بينها بين الإنترلوكين 7 وجميع السيتوكينات المتبقية التي تشير من خلال مُستقبِل سلسلة جاما المشتركة (Common gamma chain)، وهي: الإنترلوكين 2، والإنترلوكين 4، والإنترلوكين 7، والإنترلوكين 9، والإنترلوكين 15، والإنترلوكين 21. 

### إنترلوكين 10
الإنترلوكين 10 هو بروتين يمنع تأليف عدد من السيتوكينات، بما في ذلك إنترفيرون غاما والإنترلوكين 2 والإنترلوكين 3 وعامل نخر الورم والعامل المنبه لمستعمرات المحببات والبلاعم، والتي تنتجها الخلايا البلعمية الكبيرة المنشِّطة والخلايا التائية المُساعِدة. في البنية، الإنترلوكين 10 عبارة عن بروتين يتكون من حوالي 160 من الأحماض الأمينية التي تحتوي على أربعة سيستئين محفوظة في روابط ثنائي كبريتيد. الإنترلوكين 10 مشابه جدًا لبروتين (BCRF1) لفيروس إبشتاين-بار، الذي يمنع تأليف إنترفيرون غاما وبروتين إي 7 (Protein E7) لفيروس هربس غاما الخيالي 2 (Equid Gammaherpesvirus 2). وهو مشابه أيضًا للبروتين البشري (mda-7)، ولكن بدرجة أقل. 

### إنترلوكين 11
الإنترلوكين 11 هو بروتين مُفرَز يحفز تكوّن تكون النواءات، ويُعتَقد في البداية أنه يؤدي إلى زيادة إنتاج الصفائح الدموية (ثبت منذ ذلك الحين أنه زائد عن تكوين الصفائح الدموية الطبيعي)، بالإضافة إلى تنشيط ناقضة العظم؛ مما يمنع تكاثر النسيج الطلائي والاستماتة، ويمنع إنتاج وسيط الخلايا البلعمية الكبيرة. قد تكون هذه الوظائف مهمة بشكل خاص في التوسط في التأثيرات الوقائية المكوّنة للدم والعظام والأغشية المخاطية للإنترلوكين 11. 

### إنترلوكين 12
الإنترلوكين 12 عبارة عن مغاير ثنائي الكبريتيد يتكون من وحدة فرعية ألفا 35 كيلو دالتون ووحدة فرعية بيتا 40 كيلو دالتون. يشارك في تحفيز الاستجابات المناعية الخلوية لخلايا تي المساعدة صنف 1 (Th1) والحفاظ عليها، بما في ذلك دفاع المضيف الطبيعي ضد مختلف مسببات الأمراض داخل الخلايا، مثل الليشمانيا والتوكسوبلازما وفيروس الحصبة وفيروس نقص المناعة البشرية (أتش آي في 1). يلعب الإنترلوكين 12 أيضًا دورًا مهمًا في تعزيز الوظيفة السامة للخلايا في الخلايا القاتلة الطبيعية ودورًا في استجابات خلايا تي المساعدة صنف 1 المرضية، مثل مرض التهاب الأمعاء والتصلب المتعدد. قد يكون لقمع نشاط الإنترلوكين 12 في مثل هذه الأمراض فائدة علاجية. من ناحية أخرى، قد يكون لإعطاء الإنترلوكين 12 المُؤتلِف فائدة علاجية في الحالات المرتبطة باستجابات خلايا تي المساعدة صنف 2 (Th2) المرضية. 

## روابط خارجية
- Cytokines & Cells Online Pathfinder Encyclopedia